# Tombe dei faraoni d'Egitto
Questo è l'elenco dei luoghi di sepoltura dei faraoni d'Egitto.

## Faraoni d'Egitto (3150 a.C. -)
I Dinastia (3150 a.C. - 2925 a.C. ca.)
| Faraone                           | Immagine del faraone | Immagine della mummia del faraone | Luogo di sepoltura                           | Immagine della tomba |
| --------------------------------- | -------------------- | --------------------------------- | -------------------------------------------- | -------------------- |
| Narmer (3150 a.C.-3125 a.C.)      |                      |                                   | Tomba B17/B18, Umm el-Qa'ab, Abido, Egitto   |                      |
| Aha (3125 a.C. - 3100 a.C.)       |                      |                                   | Tomba B10-15-19, Umm el-Qa'ab, Abido, Egitto |                      |
| Djer (3100 a.C. - 3055 a.C.)      |                      |                                   | Tomba O, Umm el-Qa'ab, Abido, Egitto         |                      |
| Djet (3055 a.C. - 3050 a.C.)      |                      |                                   | Tomba Z, Umm el-Qa'ab, Abido, Egitto         |                      |
| Den (3050 a.C. - 2995 a.C.)       |                      |                                   | Tomba T, Umm el-Qa'ab, Abido, Egitto         |                      |
| Anedjib (2995 a.C. - 2985 a.C.)   |                      |                                   | Tomba X, Umm el-Qa'ab, Abido, Egitto         |                      |
| Semerkhet (2985 a.C. - 2960 a.C.) |                      |                                   | Tomba U, Umm el-Qa'ab, Abido, Egitto         |                      |
| Qa'a (2960 a.C. - 2925 a.C.)      |                      |                                   | Tomba Q, Umm el-Qa'ab, Abido, Egitto         |                      |

II Dinastia (2925 a.C. - 2686 a.C.)
| Faraone                                     | Immagine del faraone | Immagine della mummia del faraone | Luogo di sepoltura                   | Immagine della tomba |
| ------------------------------------------- | -------------------- | --------------------------------- | ------------------------------------ | -------------------- |
| Hotepsekhemwy (2925 a.C. - 2910 a.C.)       |                      |                                   | Saqqara, Egitto                      |                      |
| Raneb (2910 a.C. - 2890 a.C.)               |                      |                                   | Saqqara, Egitto                      |                      |
| Ninetjer (2890 a.C. - 2845 a.C.)            |                      |                                   | Saqqara, Egitto                      |                      |
| Ueneg (2845 a.C. - 2773 a.C.)               |                      |                                   | Sconosciuto                          |                      |
| Sened (2773 a.C. - 2753 a.C.)               |                      |                                   | Sconosciuto                          |                      |
| Peribsen (2753 a.C. - 2??? a.C.)            |                      |                                   | Tomba P, Umm el-Qa'ab, Abido, Egitto |                      |
| Sekhemieb-Perenmaat (2??? a.C. - 2??? a.C.) |                      |                                   | Sconosciuto                          |                      |
| Neferkara I (2??? a.C. - 2??? a.C.)         |                      |                                   | Sconosciuto                          |                      |
| Neferkasokar (2??? a.C. - 2??? a.C.)        |                      |                                   | Sconosciuto                          |                      |
| Hudjefa (2??? a.C. - 2??? a.C.)             |                      |                                   | Sconosciuto                          |                      |
| Khasekhemui (2690 a.C. - 2686 a.C.)         |                      |                                   | Tomba V, Umm el-Qa'ab, Abido, Egitto |                      |

III Dinastia (2680 a.C. - 2630 a.C.)
| Faraone                            | Immagine del faraone | Immagine della mummia del faraone | Luogo di sepoltura                         | Immagine della tomba |
| ---------------------------------- | -------------------- | --------------------------------- | ------------------------------------------ | -------------------- |
| Djoser (2680 a.C. - 2660 a.C.)     |                      |                                   | Piramide di Djoser, Saqqara, Egitto        |                      |
| Sekhemkhet (2660 a.C. - 2??? a.C.) |                      |                                   | Piramide di Sekhemkhet, Saqqara, Egitto    |                      |
| Sanakht (2??? a.C. - 2655 a.C.)    |                      |                                   | Mastaba K2, Beit Khallaf, Egitto           |                      |
| Khaba (2655 a.C. - 2650 a.C.)      |                      |                                   | Piramide a strati, Zawyet el-Aryan, Egitto |                      |
| Huni (2650 a.C. - 2630 a.C.)       |                      |                                   | Sconosciuto                                |                      |

IV Dinastia (2613 a.C. - 2??? a.C.)
| Faraone                                | Immagine del faraone | Immagine della mummia del faraone | Luogo di sepoltura                       | Immagine della tomba |
| -------------------------------------- | -------------------- | --------------------------------- | ---------------------------------------- | -------------------- |
| Snefru (2613 a.C. - 2589 a.C.)         |                      |                                   | Piramide rossa, Dahshur, Egitto          |                      |
| Cheope (2589 a.C. - 2566 a.C.)         |                      |                                   | Piramide di Cheope, Giza, Egitto         |                      |
| Dedefra (2566 a.C. - 2570 a.C.)        |                      |                                   | Piramide di Djedefra, Abu Rawash, Egitto |                      |
| Chefren (2570 a.C. - 2??? a.C.)        |                      |                                   | Piramide di Chefren, Giza, Egitto        |                      |
| Baka (2??? a.C. - 2535 a.C.)           |                      |                                   | Sconosciuto                              |                      |
| Micerino (2535 a.C. - 2515 a.C. ca.)   |                      |                                   | Piramide di Micerino, Giza, Egitto       |                      |
| Shepseskaf (2515 a.C. ca. - 2510 a.C.) |                      |                                   | Mastabat el-Fara'un, Egitto              |                      |
| Djedefptah (2510 a.C.)                 |                      |                                   | Sconosciuto                              |                      |

V Dinastia (2494 a.C. - 2345 a.C.)
| Faraone                                   | Immagine del faraone | Immagine della mummia del faraone | Luogo di sepoltura                            | Immagine della tomba |
| ----------------------------------------- | -------------------- | --------------------------------- | --------------------------------------------- | -------------------- |
| Userkaf (2494 a.C. - 2487 a.C.)           |                      |                                   | Piramide di Userkaf, Saqqara, Egitto          |                      |
| Sahura (2487 a.C. - 2475 a.C.)            |                      |                                   | Piramide di Sahura, Abusir, Egitto            |                      |
| Neferirkara Kakai (2475 a.C. - 2455 a.C.) |                      |                                   | Piramide di Neferirkara Kakai, Abusir, Egitto |                      |
| Neferefre (2455 a.C. - 2458 a.C.)         |                      |                                   | Piramide di Neferefre, Abusir, Egitto         |                      |
| Shepseskara (2458 a.C. - 2445 a.C.)       |                      |                                   | Sconosciuto                                   |                      |
| Niuserra (2445 a.C. - 2422 a.C.)          |                      |                                   | Piramide, Abusir, Egitto                      |                      |
| Menkauhor (2422 a.C. - 2414 a.C.)         |                      |                                   | Piramide, Saqqara, Egitto                     |                      |
| Djedkara Isesi (2414 a.C. - 2375 a.C.)    |                      |                                   | Piramide di Djedkara Isesi, Saqqara, Egitto   |                      |
| Unis (2375 a.C. - 2345 a.C.)              |                      |                                   | Piramide di Unis, Saqqara, Egitto             |                      |

VI Dinastia (2345 a.C.-)
| Faraone                      | Immagine del faraone | Immagine della mummia del faraone | Luogo di sepoltura                | Immagine della tomba |
| ---------------------------- | -------------------- | --------------------------------- | --------------------------------- | -------------------- |
| Teti (2345 a.C. - 2333 a.C.) |                      |                                   | Piramide di Teti, Saqqara, Egitto |                      |

VII / VIII Dinastia (2181 a.C. - 2160 a.C.)
| Faraone                                      | Immagine del faraone | Immagine della mummia del faraone | Luogo di sepoltura              | Immagine della tomba |
| -------------------------------------------- | -------------------- | --------------------------------- | ------------------------------- | -------------------- |
| Menkara (2181 a.C.)                          |                      |                                   | Sconosciuto                     |                      |
| Neferkara II (2??? a.C. - 2??? a.C.)         |                      |                                   | Sconosciuto                     |                      |
| Neferkara Nebi (2??? a.C. - 2??? a.C.)       |                      |                                   | Sconosciuto                     |                      |
| Djedkara Shemai (2??? a.C. - 2??? a.C.)      |                      |                                   | Sconosciuto                     |                      |
| Neferkara Khendu (2??? a.C. - 2??? a.C.)     |                      |                                   | Sconosciuto                     |                      |
| Merenhor (2??? a.C. - 2??? a.C.)             |                      |                                   | Sconosciuto                     |                      |
| Sneferka (2??? a.C. - 2??? a.C.)             |                      |                                   | Sconosciuto                     |                      |
| Nekara (2??? a.C. - 2??? a.C.)               |                      |                                   | Sconosciuto                     |                      |
| Neferkara Tereru (2??? a.C. - 2??? a.C.)     |                      |                                   | Sconosciuto                     |                      |
| Neferkahor (2??? a.C. - 2??? a.C.)           |                      |                                   | Sconosciuto                     |                      |
| Neferkara Pepiseneb (2??? a.C. - 2??? a.C.)  |                      |                                   | Sconosciuto                     |                      |
| Sneferka Aanu (2??? a.C. - 2??? a.C.)        |                      |                                   | Sconosciuto                     |                      |
| Kakaura (2169 a.C. – 2167 a.C.)              |                      |                                   | Piramide di Ibi, Abusir, Egitto |                      |
| Neferkaura (2167 a.C. - 2163 a.C.)           |                      |                                   | Sconosciuto                     |                      |
| Neferkauhor Khu Hepu (2163 a.C. - 2161 a.C.) |                      |                                   | Sconosciuto                     |                      |
| Neferirkara (2161 a.C. - 2160 a.C.)          |                      |                                   | Sconosciuto                     |                      |

IX Dinastia (2160 a.C. -)
X Dinastia ()
 XI Dinastia () 
 XII Dinastia () 
XIII Dinastia ()
 XIV Dinastia () 
 XV Dinastia () 
XVI Dinastia ()
 XVII Dinastia () 
 XVIII Dinastia (1539 a.C. -) 
| Faraone                                                                                           | Immagine del faraone               | Immagine della mummia del faraone | Luogo di sepoltura                                     | Immagine della tomba |
| ------------------------------------------------------------------------------------------------- | ---------------------------------- | --------------------------------- | ------------------------------------------------------ | -------------------- |
| Ahmose Faraone (c. 1550 a.C. – 1525 a.C.)                                                         |                                    |                                   | Piramide di Ahmose, Abido, Egitto (sepoltura iniziale) |                      |
| Ahmose Faraone (c. 1550 a.C. – 1525 a.C.)                                                         | Tomba DB320, Deir el-Bahri, Egitto |                                   |                                                        |                      |
| Amenofi I Faraone (1525 a.C. – 1504 a.C.)                                                         |                                    |                                   | Sconosciuto (sepoltura iniziale)                       | N.D.                 |
| Amenofi I Faraone (1525 a.C. – 1504 a.C.)                                                         | Tomba DB320, Deir el-Bahri, Egitto |                                   |                                                        |                      |
| Thutmose I Faraone (1506 a.C. – 1493 a.C.)                                                        |                                    |                                   | Tomba KV20, Valle dei Re, Egitto (sepoltura iniziale)  | N.D.                 |
| Thutmose I Faraone (1506 a.C. – 1493 a.C.)                                                        | Tomba KV38, Valle dei Re, Egitto   |                                   |                                                        |                      |
| Thutmose II (c. 1510 a.C. - 1479 a.C.) Faraone (1493 a.C. – 1479 a.C.)                            |                                    |                                   | Tomba DB320, Deir el-Bahri, Egitto                     |                      |
| Hatshepsut (c. 1507 a.C. - 1458 a.C.) Faraone (1479 a.C. – 1458 a.C.)                             |                                    |                                   | Tomba KV20, Valle dei Re, Egitto (sepoltura iniziale)  | N.D.                 |
| Hatshepsut (c. 1507 a.C. - 1458 a.C.) Faraone (1479 a.C. – 1458 a.C.)                             | Tomba KV60, Valle dei Re, Egitto   |                                   |                                                        |                      |
| Thutmose III (1481 a.C. - 1425 a.C.) Faraone (1479 a.C. – 1425 a.C.)                              |                                    |                                   | Tomba KV34, Valle dei Re, Egitto (sepoltura iniziale)  |                      |
| Amenofi II (1??? a.C. - 1401 o 1397 a.C.) Faraone (1427 a.C. – 1401 a.C. o 1427 a.C. – 1397 a.C.) |                                    |                                   | Tomba KV35, Valle dei Re, Egitto                       | 250px                |

XIX Dinastia ()
 XX Dinastia () 
 XXI Dinastia () 
XXII Dinastia ()
 XXIII Dinastia () 
 XXIV Dinastia () 
XXV Dinastia ()
 XXVI Dinastia () 
 XXVII Dinastia () 
XXVIII Dinastia ()
 XXIX Dinastia () 
 XXX Dinastia (380 a.C. - 343 a.C.) 
| Faraone                                                                  | Immagine del faraone | Immagine della mummia del faraone | Luogo di sepoltura | Immagine della tomba |
| ------------------------------------------------------------------------ | -------------------- | --------------------------------- | ------------------ | -------------------- |
| Nectanebo I (- 361/0 a.C.) Faraone (380 a.C. - 362 a.C.)                 |                      |                                   | Sconosciuto        |                      |
| Teos () Faraone (362 a.C. - 360 a.C.)                                    |                      |                                   | Sconosciuto        |                      |
| Nectanebo II (c. 380 a.C. - dopo 340 a.C.) Faraone (360 a.C. - 343 a.C.) |                      |                                   | Sconosciuto        |                      |

X Dinastia ()
 Dinastia macedone (332 - 323 a.C.) 
 Dinastia tolemaica (323 a.C. - 30 a.C.) 